# Koptisches Ägypterevangelium
Das sogenannte koptische Ägypterevangelium (eigentlich, nach seinem zweiten Titel, „Das ägyptische Evangelium“) oder Ägypterevangelium von Nag Hammadi ist ein in koptischer Sprache überliefertes apokryphes Evangelium. Es ist in zwei Varianten innerhalb der Schriften von Nag Hammadi überliefert und stellt vermutlich die Übersetzung eines griechischen Originals dar.
Es trägt als eigentlichen Titel die Bezeichnung Das heilige Buch des großen, unsichtbaren Geistes und wird der sethianischen Gnosis zugerechnet. Set gehört als Sohn des (himmlischen) Adam zu den Lichtmächten. Durch ihn ist die untere Lichtwelt mit dem unsichtbaren Geist verbunden. Die Inkarnation Seths in Jesus Christus führt zur Erlösung des Sethgeschlechts, die Taufe wird als Wiedergeburt in den unsichtbaren Geist interpretiert. 
Das koptische Ägypterevangelium stimmt nicht überein mit dem Griechischen Ägypterevangelium, das nur in wenigen Zitatfragmenten bei Clemens von Alexandria und Origenes überliefert ist.